# حمام نوبهار
حمام نوبهار مربوط به دوره قاجار است و در شهرستان عجب‌شیر سعیدآباد، روبروی خانه ارباب سعید آباد واقع شده و این اثر در تاریخ ۲۷ مرداد ۱۳۸۲ با شمارهٔ ثبت ۹۷۰۴ به‌عنوان یکی از آثار ملی ایران به ثبت رسیده است.